# 傑夫·溫考特
傑夫·溫考特（英語：Jeff Wincott，1956年5月8日—），加拿大男演員、製片人和武術家，較著名的是在曾提名雙子座獎的電視劇《霹靂夜》（1984年至1989年）中擔任主演。
溫考特在1990年代還出演了數部武俠片，較著名的作品如《臥底飛龍2》（1991年）、《叛離邊緣》（1993年）和《轟炸星戰任務》（1997年）。1996年，他被《黑帶》雜誌評選為「下一世紀的武俠電影之星」之一。

## 早期生活
傑夫·溫考特出生於多倫多安大略省士嘉堡。他的母親有義大利血統，而父親則是英國人。他的弟弟麥可·溫考特也是名演員。
溫考特從12歲開始學習功夫和空手道，然後在13歲開始練跆拳道。他在錄取瑞爾森大學戲劇學院（Ryerson University Theatre School，加拿大首屈一指的戲劇學校之一）後開始主修戲劇，以成為一名演員。

## 外部連結
- 官方网站
- 傑夫·溫考特在互联网电影资料库（IMDb）上的資料（英文）